# General Atomics Mojave
Le General Atomics Mojave est un véhicule aérien sans pilote (UAV) capable de décollage et d’atterrissage courts (STOL), développé par General Atomics Aeronautical Systems. Dévoilé pour la première fois le 9 décembre 2021, General Atomics indique qu’il doit remplir les rôles de reconnaissance, d’appui aérien rapproché et de surveillance armée.

## Conception et développement
Le développement du Mojave a commencé vers 2018 ou 2019. L’objectif initial était de créer un drone capable d’effectuer un décollage et un atterrissage verticaux (VTOL), mais il a été déterminé que cela n’était pas pratique car des compromis importants en termes de charge utile ou d’endurance devraient être faits. Au lieu de cela, le développement s’est déplacé vers une conception STOL qui préserverait les performances tout en nécessitant moins de longueur de pistes. Il présente une configuration similaire à celle du MQ-9 Reaper, avec une aile basse, un bulbe de nez et un empennage en Y. Le moteur, un turbopropulseur Rolls-Royce M250, actionne une hélice propulsive. Les deux éléments principaux qui distinguent cet avion du reste de la famille Predator sont ses ailes et son train d'atterrissage. Les ailes sont agrandies, avec des « dispositifs hypersustentateurs » comprenant des becs de bord d'attaque, des volets à double fente et des ailerons tombants. Le train d’atterrissage est également renforcé par rapport aux autres drones, avec de larges pneus de type roue de brousse, utilisés pour aider à l’atterrissage sur un terrain accidenté, et des amortisseurs épais ainsi que des biellettes de couple plus prononcées. L’une des principales caractéristiques de conception du Mojave est sa transportabilité. Il peut être démonté et transporté à bord d’un C-130 Hercules ou d’un avion de taille similaire. Il peut alors être préparé pour une mission en environ 1,5 heure par une équipe de quatre personnes,,,.
Le Mojave a effectué son premier vol d’essai à l’été 2021 et a été officiellement dévoilé par General Atomics le 9 décembre 2021. Il est en cours de développement pour remplir le rôle de véhicule aérien de combat sans pilote qui peut opérer à partir d’un terrain plus accidenté avec un équipement de combat, tout en offrant la possibilité d’être équipé de divers systèmes électroniques pour aider les troupes au sol. Certains de ces rôles comprennent le renseignement d'origine électromagnétique (SIGINT) et l’indication de cibles mobiles, ainsi que l’utilisation de radars à synthèse d'ouverture et de capteurs électro-optiques. Il est capable de décoller de pistes rustiques sur seulement 152 m. En mode surveillance, il peut décoller d’une piste de 300 m (1 000 ft) m et rester en l’air pendant plus de 20 heures, et il peut effectuer des ISR armés à partir d’une piste de 488 m en transportant 12 missiles AGM-114 Hellfire pendant neuf heures. Le Mojave peut voler pendant 27 heures au maximum lorsqu’il décolle d’une longue piste sans charge utile et avec une charge de carburant complète. Il peut transporter une charge utile de 1 600 kg (3 600 lb) kg totalisant 16 missiles Hellfire,. Les capacités STOL du Mojave ont en outre conduit à la proposition de l’utiliser comme avion embarqué pour les opérations navales.
Le Mojave devrait être contrôlé à l’aide du système de commande et de contrôle évolutif (SC2) de General Atomic, qui est actuellement en cours de développement pour être utilisé sur le MQ-1C Gray Eagle Extended Range (GE-ER), et sera probablement capable de fonctionner à partir de stations au sol General Atomics déjà existantes, telles que la station de contrôle au sol certifiable (CGCS) ou la station de contrôle au sol Block 30. L’utilisation du système SC2 permettra à l’exploitant d’effectuer des opérations de pré-vol, de roulage, de décollage et d’atterrissage sur place par un pilote,.
En mai 2023, le Royaume-Uni a annoncé qu’il allait acquérir un système Mojave pour sept mois d’essais à bord de ses porte-avions de Classe Queen Elizabeth.